# 安東尼夫卡 (波洛希區)
47°30′21″N 37°0′52″E / 47.50583°N 37.01444°E
安東尼夫卡（烏克蘭語：Антонівка）是位於烏克蘭東南部的村莊，由扎波羅熱州波洛希區的羅濟夫卡市鎮負責管轄。該村始建於1823年，面積1.11平方公里，海拔高度192米，2001年人口260，人口密度每平方公里234人。